# Lidîhiv, Kremeneț
Lidîhiv (în ucraineană Лідихів) este o comună în raionul Kremeneț, regiunea Ternopil, Ucraina, formată numai din satul de reședință.

## Demografie
Componența lingvistică a comunei Lidîhiv
     Ucraineană (99,96%)
     Alte limbi (0,04%)
Conform recensământului din 2001, majoritatea populației comunei Lidîhiv era vorbitoare de ucraineană (99,96%), existând în minoritate și vorbitori de alte limbi.